# Uglies
Uglies is een Amerikaanse sciencefiction-dramafilm uit 2024, geregisseerd door McG. De film is gebaseerd op de gelijknamige roman van Scott Westerfeld uit 2005. De hoofdrollen worden vertolkt door Joey King, Keith Powers, Chase Stokes en Brianne Tju. De film werd uitgebracht door Netflix op 13 september 2024.

## Verhaal
In een futuristische wereld wordt iedere tiener op zestienjarige leeftijd verplicht gesteld tot een cosmetische ingreep. Tally Youngblood wil dolgraag zich bij de maatschappij voegen van na deze cosmetische ingreep, de Pretty's. Wanneer haar vriendin Shay wegloopt, begint Tally echter aan een reis die alles wat ze dacht willen te zijn op zijn kop zal zetten.

## Rolverdeling
| Acteur               | Personage        |
| -------------------- | ---------------- |
| Joey King            | Tally Youngblood |
| Brianne Tju          | Shay             |
| Keith Powers         | David            |
| Chase Stokes         | Peris            |
| Laverne Cox          | Dr. Cable        |
| Charmin Lee          | Maddy            |
| Jay DeVonn Johnson   | Az               |
| Jan Luis Castellanos | Croy             |

## Productie
Reeds in 2016 werd een adaptie van de novel Uglies aangekondigd als in productie bij 20th Century Fox, met John Davis als producent. In september 2020 werd het project voortgezet met Joey King in de hoofdrol als Tally Youngblood en als executieve producer. King nam de rol op haar doordat ze een fan was van de Uglies boeken.
Mcg werd aangesteld als regisseur en Krista Vernoff nam het script voor haar rekening. John Davis, Jordan Davis, Robyn Meisinger, Dan Spilo, McG en Mary Viola namen de taken van producers voor haar rekening. Het project is een samenwerking tussen Davis Entertainment Company, Anonymous Content, Industry Entertainment and Wonderland Sound en Vision. De cast werden verder aangevuld met namen als Keith Powers, Brianne Tju, Chase Stokes en Laverne Cox. King maakte in februari 2022 bekend dat de opnames, die plaatsvonden in Atlanta in december 2021, afgerond waren.

## Release
Uglies werd uitgebracht op Netflix en is sinds 13 september 2024 te streamen. In de eerste drie dagen werd de film 20 miljoen keer bekeken.